# 郑朝贵
郑朝贵（1965年10月—），安徽滁州人，现任滁州学院院长。

## 生平
1988年毕业于安徽师范大学地理系，同年分配至滁州学院工作。1998年至2000年在安徽师范大学硕士学位课程班学习，2005年于南京大学获博士学位。历任滁州学院国土信息工程系党支部负责人，滁州学院教务处副处长、处长，滁州学院招生办公室主任等职。2012年9月，任滁州学院党委委员、副院长。2018年6月，任滁州学院党委副书记、院长。

## 学术贡献
主要从事区域环境演变、GIS应用等方面的研究工作，发表论文40余篇。主持国家重点实验室开放基金项目等项目多项。荣获安徽省“陈香梅教育奖”，安徽省优秀教学成果奖二等奖等奖励。2009年被评选为安徽省教育系统先进工作者。